# Gobius scorteccii
Gobius scorteccii — вид риб з родини бичкових (Gobiidae). Демерсальна, прісноводна риба, сягає 13,6 см довжиною. Зустрічається в річках Сомалі, Африка: Гол-Гол, Уед Мереро, Аль Маскат, Міджиртіні.